# Роберт, Рихард
Рихард Роберт (нем. Richard Robert, настоящее имя Роберт Шпитцер, нем. Robert Spitzer; 25 марта 1861 года, Вена — 1 февраля 1924 года, Кальтенлойтгебен) — австрийский пианист, композитор и музыкальный педагог.
Окончил Венскую консерваторию, ученик Юлиуса Эпштейна (фортепиано), Антона Брукнера (орган) и Франца Кренна (композиция). В 1909 г. был одним из основателей Новой Венской консерватории, некоторое время возглавлял её. Среди учеников Роберта — Клара Хаскил, Рудольф Сёркин, Георг Селл, Альфред Розе, Марсель Рубин, Ханс Галь, Тео Бухвальд и др. Отношения Роберта с учениками характеризовались исключительной теплотой: на его смерть один из них отозвался признанием в том, что

невозможно выразить словами, как много он значил для нас, своих многочисленных учеников, любивших его, как отца… У него не было «метода», он не готовил «исполнителей на фортепиано» (как он ненавидел эти слова!), но для всех своих студентов он был самым любящим проводником в глубинную суть музыки, чьи секреты он знал, как никто.

Выступал также как музыкальный критик в ряде венских газет, в 1885—1891 гг. возглавлял венский журнал «Musikalische Rundschau». Автор оркестровых, камерных и фортепианных сочинений, песен, оперы «Рампсинит».